# Stazione di Macomer
La stazione di Macomer è una stazione ferroviaria al servizio del comune di Macomer, costruita lungo la ferrovia Cagliari-Golfo Aranci.

## Storia

Lo scalo a fine Ottocento, presente all'epoca anche un albergo

La storia di questo scalo ha inizio nella seconda metà dell'Ottocento, quando la Compagnia Reale delle Ferrovie Sarde costruì la rete a scartamento ordinario della Sardegna. Originariamente il progetto della principale linea dell'isola, la Dorsale Sarda, prevedeva il passaggio del tronco tra Oristano e Chilivani attraverso la valle del Tirso, decisamente più a est dell'abitato di Macomer che quindi non sarebbe stato servito dalla ferrovia. Tuttavia in un secondo tempo l'ingegner Piercy, capo progettista delle Ferrovie Reali, decise di realizzare una variante al progetto che spostava il passaggio di questa linea verso ovest, comprendendo anche Macomer tra i comuni attraversati dalla ferrovia che avrebbe collegato il sud e il nord dell'isola. La decisione scatenò violente polemiche di tipo campanilistico, in particolar modo da parte della popolazione di Nuoro e del circondario, che seppur non attraversato dalla ferrovia in entrambi i casi, vedeva i binari allontanarsi ulteriormente dal suo territorio. La questione arrivò anche in Parlamento, col deputato nuorese Pirisi-Siotto che accusò Piercy di aver studiato e approvato la variante per suoi interessi personali, ricollegandosi probabilmente al fatto che l'ingegnere gallese era proprietario di alcuni terreni nella vicina Bolotana.
Le proteste furono vane, e così si diede inizio ai lavori per il tronco Oristano-Chilivani, comprendente anche la realizzazione dello scalo di Macomer. Il 1º luglio 1880 si inaugurarono sia il nuovo tronco ferroviario che la stazione: quel giorno effettuarono il loro viaggio inaugurale i treni da Cagliari a Sassari, di cui uno partito dal capoluogo regionale e uno dal centro turritano. I due convogli si incrociarono proprio nella stazione di Macomer, dove il treno da Sassari aveva fatto sosta per un banchetto celebrativo riservato alle autorità, attesi da una folla festante stando alle cronache dell'epoca.

La stazione nel 1925, dopo il passaggio alle FS, con in primo piano una locomotiva gruppo 216 ex Ferrovie Reali.

Pochi anni dopo le rivendicazioni nuoresi trovarono parziale accoglimento con la realizzazione delle prime ferrovie a scartamento ridotto dell'isola. I lavori, affidati alla Società italiana per le Strade Ferrate Secondarie della Sardegna, videro infatti la realizzazione tra le altre della ferrovia Macomer-Nuoro e della ferrovia Macomer-Bosa, inaugurate tra il 1888 e il 1889. Pur essendosi le SFSS dotate di una propria stazione costruita di fronte a quella delle Reali, per facilitare i collegamenti merci tra i due vettori fu realizzato un breve raccordo a scartamento ridotto (220 metri) che collegava le due stazioni di Macomer. La stazione delle Ferrovie Reali fu quindi attrezzata con un binario tronco da 950 mm e con una specifica piattaforma di carico.

L'interno della stazione negli anni cinquanta: in primo piano il fascio merci, con alle spalle il fascio binari principale e i fabbricati di stazione, con l'ex albergo sulla sinistra e il fabbricato viaggiatori a destra

Il 1º gennaio 1920 l'intera infrastruttura delle Reali passò alle Ferrovie dello Stato, che quindi rilevarono anche la proprietà dello scalo, che a metà degli anni trenta iniziò ad ospitare anche i convogli passeggeri delle Ferrovie Complementari della Sardegna (subentrate alle SFSS nel 1921), grazie all'ingresso delle automotrici OM M1 (le cosiddette Emmine) e Fiat ALn 40 nel parco treni del compartimento del centro Sardegna delle FCS. Questa tipologia di rotabili consentiva infatti di effettuare le necessarie manovre di ingresso a Macomer FS che per le locomotive e i rispettivi seguiti di carrozze passeggeri erano assai più complesse. La stazione divenne quindi capolinea effettivo della linea per Nuoro, e grazie al fatto che parecchi treni delle FCS erano posti in coincidenza con quelli FS in transito per Macomer (di cui tutti quelli per Nuoro), la stazione divenne un importante scalo di interscambio. L'utilizzo di particolari carrelli adattatori facilitò inoltre il trasporto delle merci da e per la stazione, consentendo inoltre ai carri FS di transitare sui binari a scartamento ridotto (nel frattempo cresciuti di numero all'interno della stazione), eliminando i problemi di trasbordo.

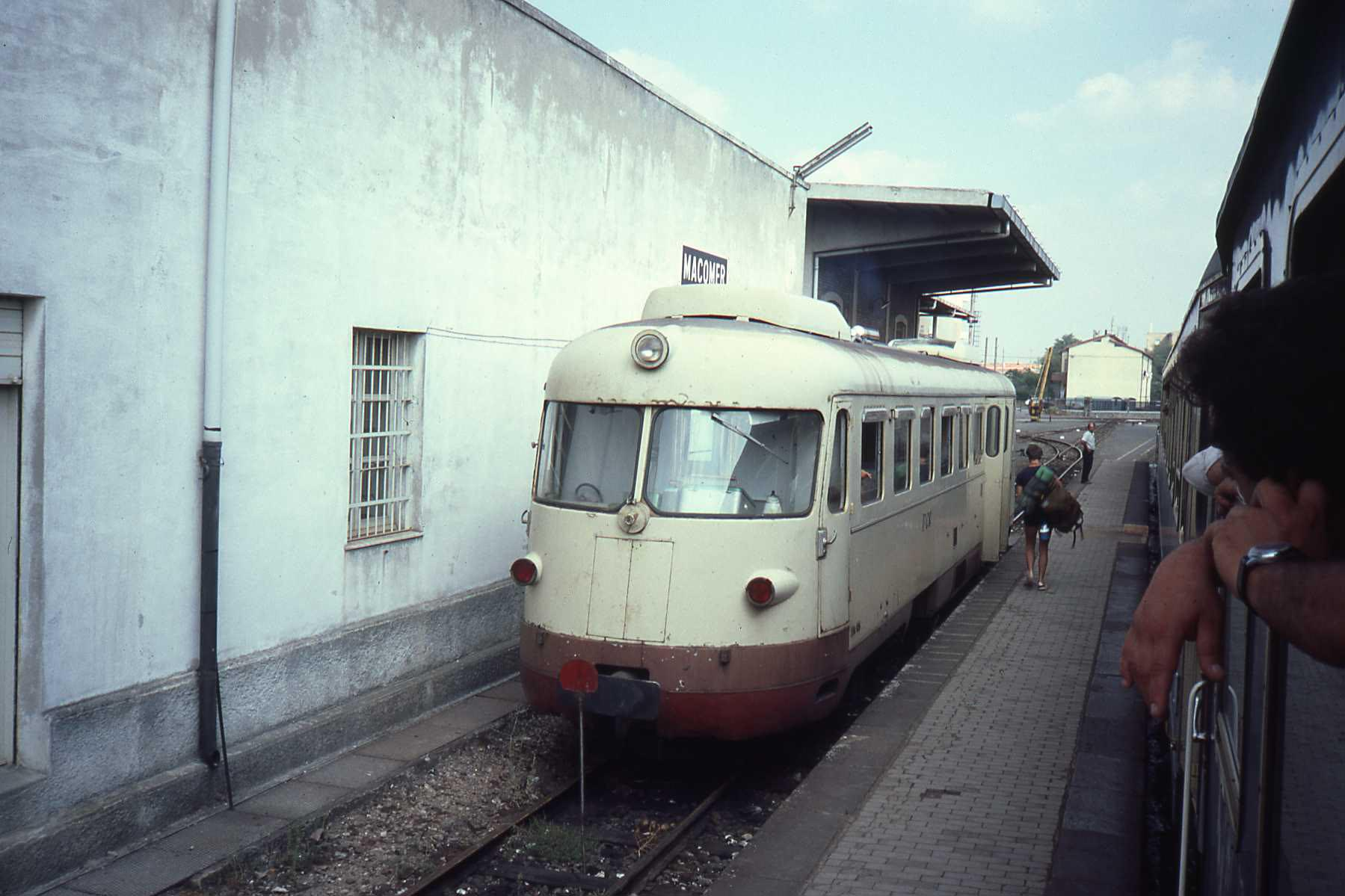
Automotrice ADe delle allora FCS in sosta nel tronchino passeggeri a scartamento ridotto della stazione nel 1984, visto dal binario uno. I treni a scartamento ridotto hanno raggiunto lo scalo sino ai primi anni 2000.

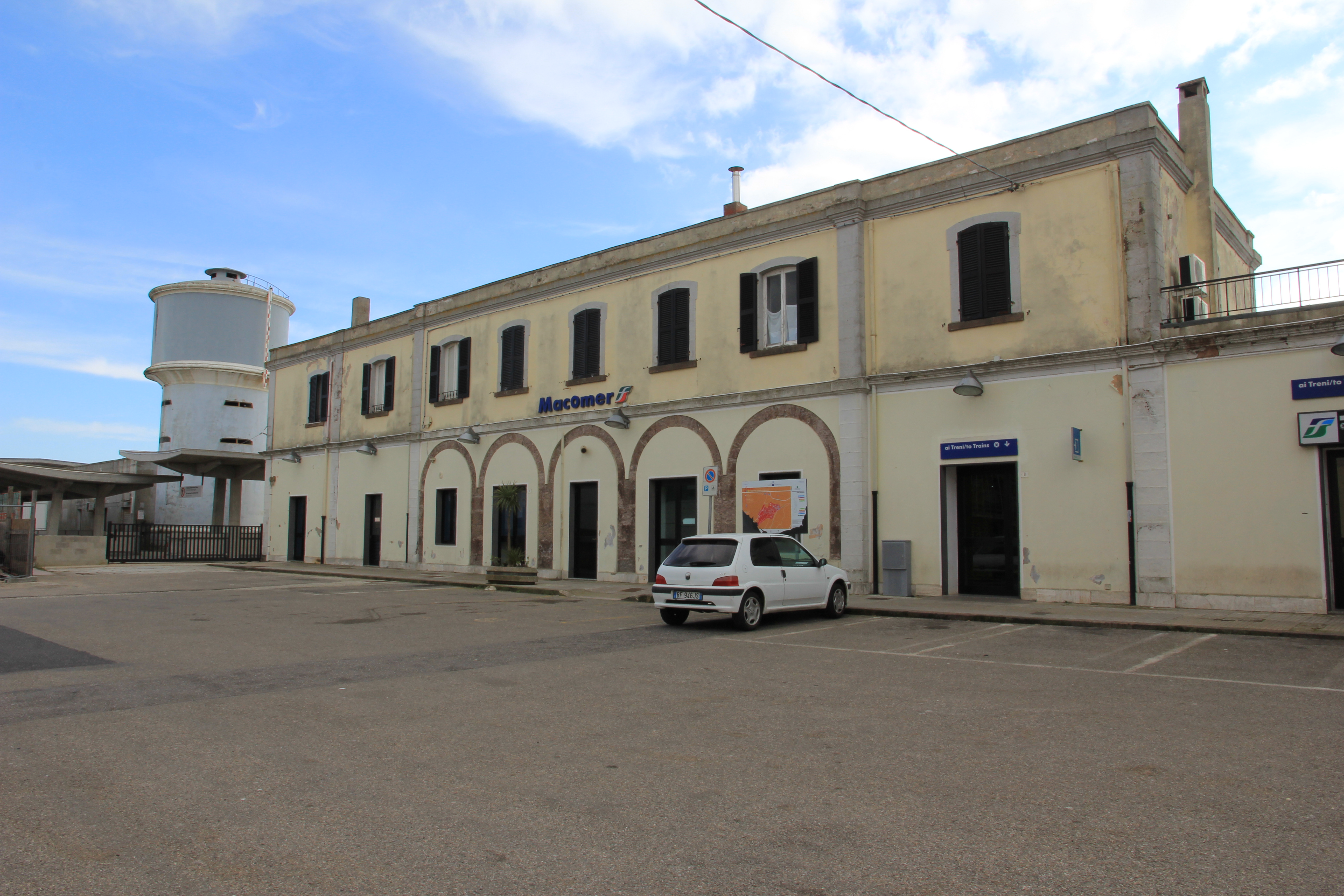
Il piazzale antistante della stazione.

Durante la seconda guerra mondiale nella stazione furono provvisoriamente decentrati alcuni uffici della direzione regionale delle FS e una parte del rimessaggio delle locomotive, nonché le principali officine e la manutenzione caldaie, trasferite dalla abituale sede nella stazione di Cagliari dopo che questa fu pesantemente danneggiata dagli attacchi aerei alleati nel 1943. Anche la stazione di Macomer fu danneggiata in maniera importante dai bombardamenti di quell'anno; riparati i danni nel secondo dopoguerra nell'impianto cominciò progressivamente a ridursi l'attività delle ferrovie complementari, con la diminuzione delle corse poste in coincidenza dei treni delle Ferrovie dello Stato. Inoltre nella seconda metà degli anni novanta, il servizio merci di quelle che nel frattempo erano diventate le Ferrovie della Sardegna iniziò un lento declino sino alla chiusura nel 2003, mentre le fermate a Macomer FS per i convogli passeggeri provenienti da Nuoro vennero progressivamente effettuate solo su richiesta, sino a non venire più realizzate. Ciò portò nel 2006 allo smantellamento del raccordo tra le due stazioni macomeresi. L'area destinata ai treni a scartamento ridotto della stazione fu poco tempo destinata alla costruzione di un sottopassaggio pedonale, inaugurato nel 2009, mentre nell'area dove si sviluppava il raccordo venne creato un sottopasso stradale. Per garantire l'intermodalità ferro-gomma e tra le due stazioni ferroviarie macomeresi, a metà del 2017 è stato inaugurato il centro intermodale passeggeri a ridosso della stazione,  collegato allo scalo ferroviario e con la funzione di terminal delle autolinee urbane ed extraurbane.

## Strutture e impianti

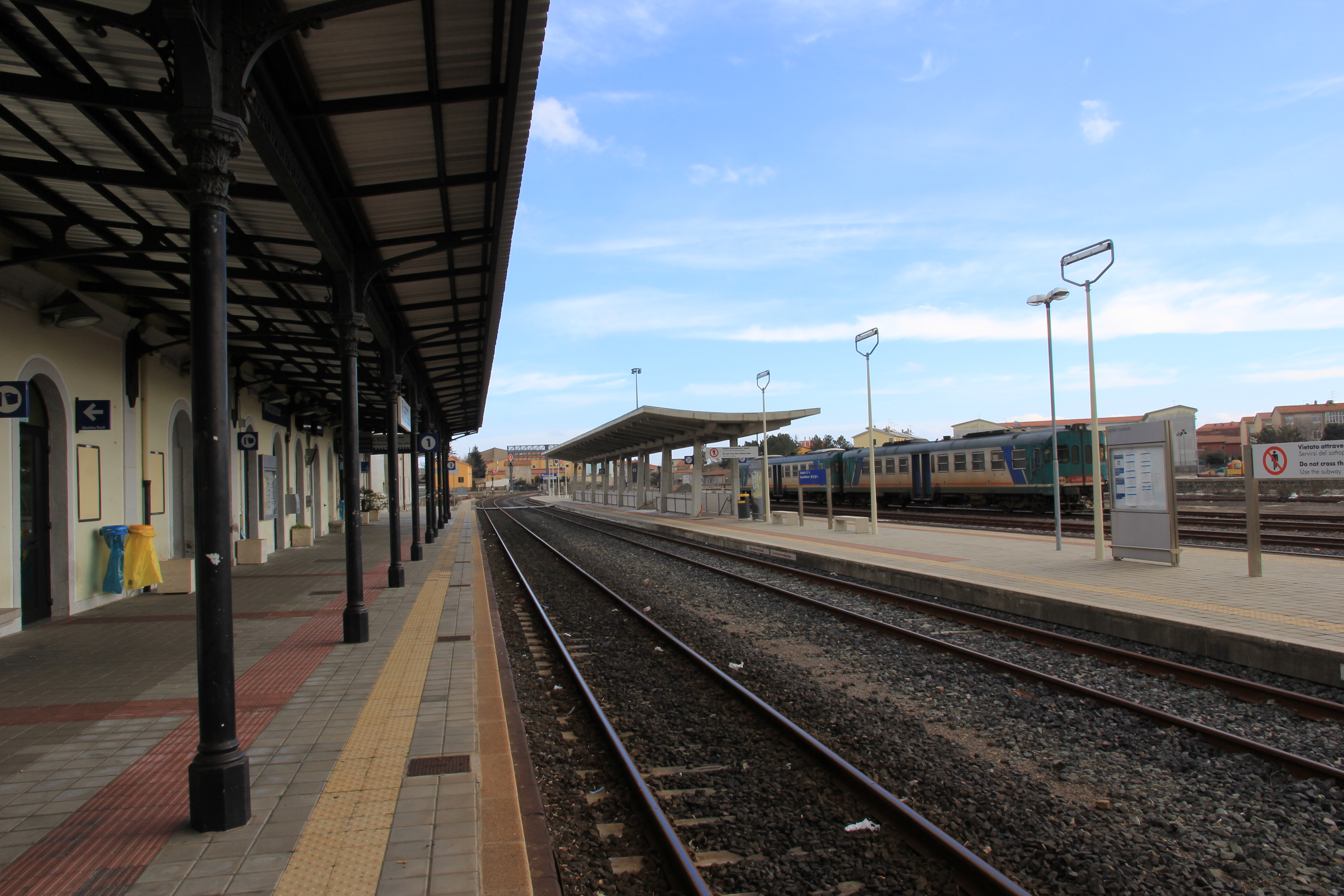
I binari uno (di corsa) e due visti in direzione Cagliari

Lo scalo, costruito come stazione passante lungo la Dorsale Sarda, presenta una configurazione del piano del ferro con un fascio principale dotato di sei binari. Di questi il primo è il binario di corsa, ed insieme ai binari due e tre (che dall'uno si diramano a cascata) è attrezzato per l'espletamento del servizio viaggiatori. Sempre dal binario uno ha origine il binario quattro e da esso il cinque, entrambi passanti ed impiegati per lo stazionamento di convogli e rotabili, funzioni per cui è utilizzato anche il binario sei, che a differenza dei precedenti termina tronco in direzione Golfo Aranci.
A sud di questi binari se ne trovano altri in uso per lo scalo merci dell'impianto, il quale è tuttavia in disuso stante la cancellazione del servizio di treni merci in Sardegna, che ha ridotto le attività di questo tipo alle sole effettuazioni di eventuali convogli straordinari. Il fascio merci, ridotto in numero di binari a inizio anni duemila, si dirama dal binario quattro, e comprende una decina di tronchini per il servizio ed un piano caricatore; da questo fascio si ha inoltre accesso alla rimessa rotabili dello scalo, situata nella parte sud-ovest dell'impianto, dotata di due binari tronchi di ricovero. Tutti questi binari sono a scartamento da 1435 mm.

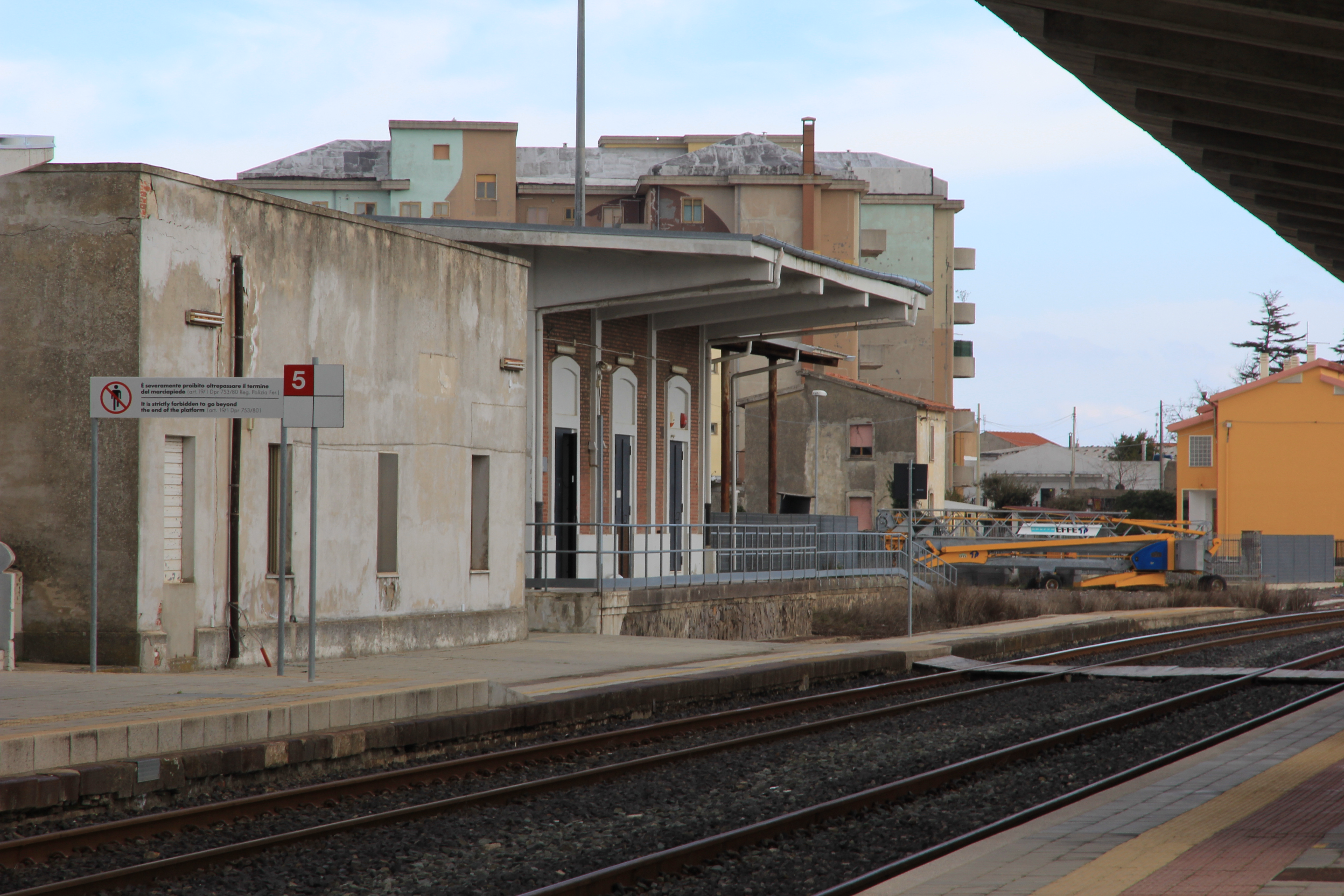
L'area in uso per i treni a scartamento ridotto nel 2015: al centro l'ex magazzino merci con relativo piano caricatore, sotto al quale permane uno spuntone del tronchino in uso per il servizio passeggeri delle concessionarie della rete delle ferrovie complementari.

La stazione disponeva in passato di un fascio binari a scartamento ridotto, smantellato per far posto ad un sottopasso stradale, che era collegato con la vicina stazione delle linee a scartamento ridotto tramite un raccordo rimosso nel 2006. In particolare uno di questi binari terminava a fianco del binario uno, con cui condivideva il marciapiede attiguo al fabbricato viaggiatori, e veniva utilizzato in passato per l'interscambio tra i treni FS e FCS/FdS. Un ulteriore binario presentava la particolarità di avere ambo gli scartamenti, presenti però su due livelli di profondità diversi, per permettere l'inserimento dei carrellini adattatori ai carri FS. Questi ultimi arrivavano sulle rotaie a scartamento ordinario del binario, poste a livello della superficie, e venivano sistemati sui carrellini, che una volta innestati entravano in contatto con le rotaie inferiori a scartamento ridotto permettendogli di entrare nella rete delle ex Complementari e di poter essere trasportati verso Nuoro e Bosa. Dell'intero fascio sono sopravvissuti in stazione brevi spezzoni di tali binari, una gru che era in uso per il trasbordo delle merci, che avvenivano in un piano caricatore coperto comune ai due scartamenti, anch'esso ancora presente nello scalo.

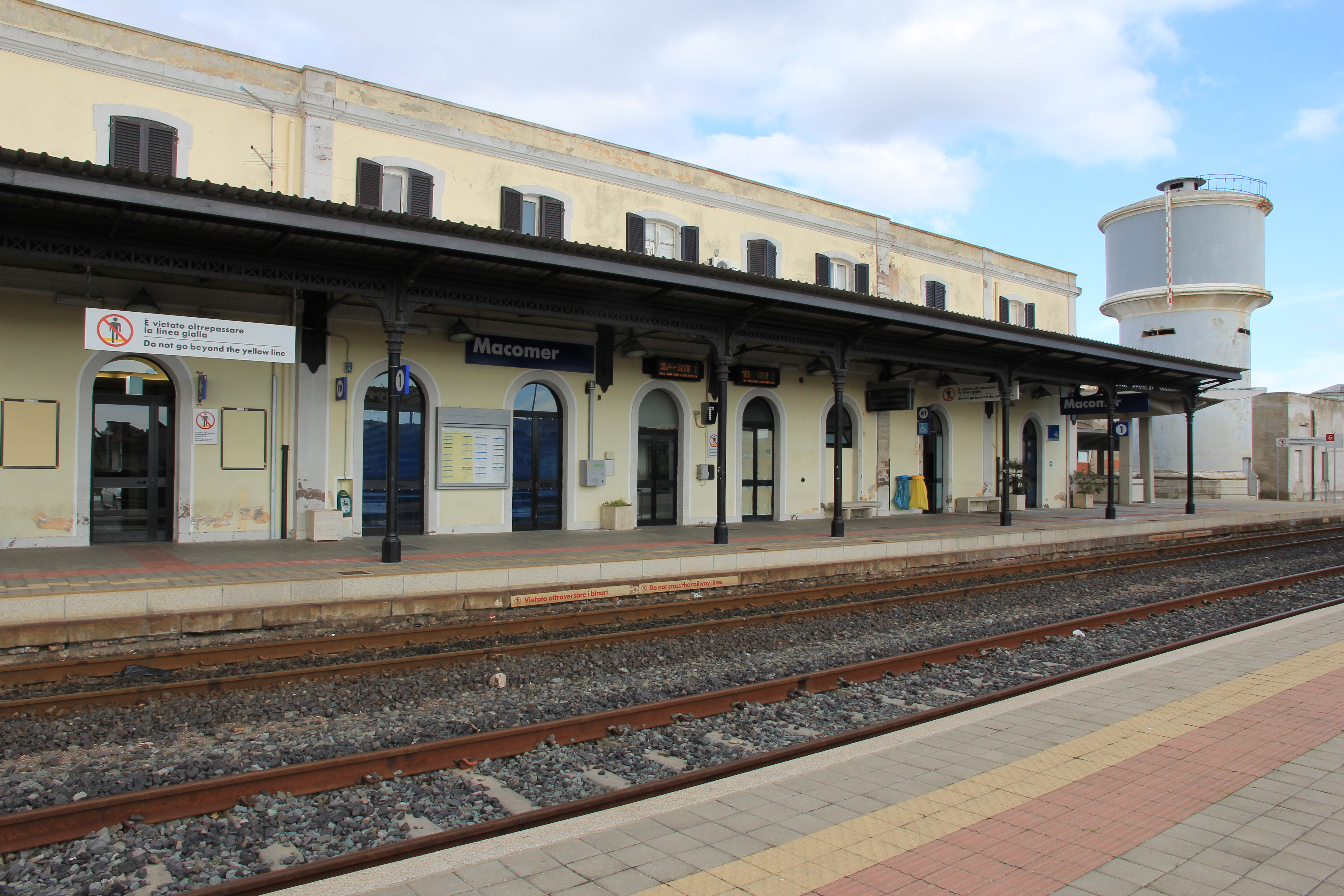
Il fabbricato viaggiatori con una delle due torri dell'acqua dell'impianto.

A nord dei binari sono situati molti degli edifici dell'impianto: tra di essi il fabbricato viaggiatori è un edificio a pianta rettangolare a due piani (con corpi aggiunti sul solo piano terra) con tetto a falde, utilizzato per i servizi all'utenza e l'esercizio ferroviario, benché lo scalo sia gestito in remoto dal DCO di Cagliari. Presente anche una palazzina che nei primi decenni di attività ospitava l'albergo ed il ristorante della stazione, un edificio dove sono ospitati i servizi igienici ed un fabbricato destinato a magazzini e uffici (tra cui quelli dello scalo merci). Ulteriori magazzini e locali di servizio sono situati nell'area dello scalo merci, mentre due torri dell'acqua servono l'impianto, e sono situate ai lati del fabbricato viaggiatori.

## Movimento

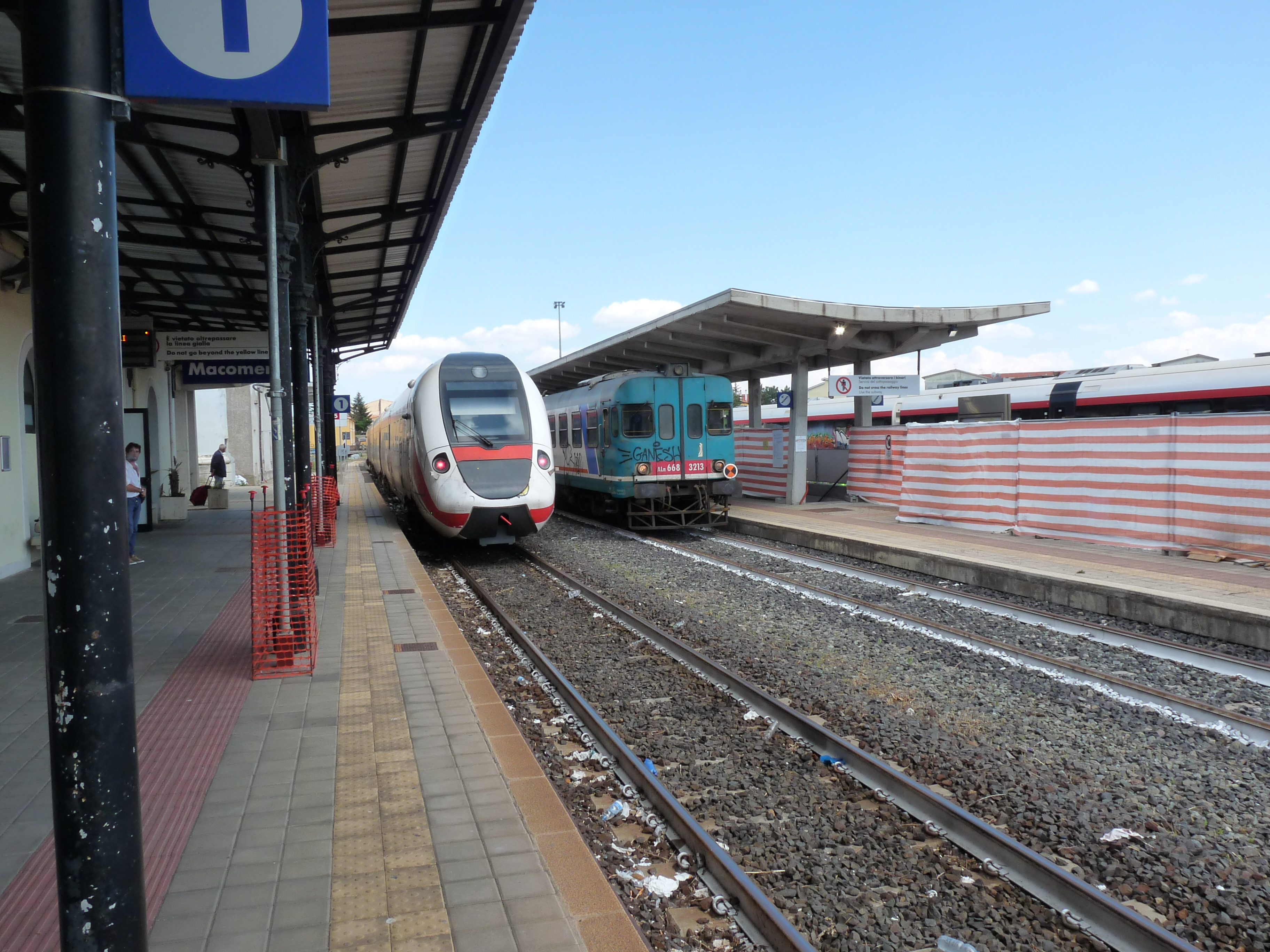
Autotreno ATR 365 e automotrice ALn 668 utilizzati da Trenitalia in sosta nell'impianto

La stazione è servita dai treni regionali e regionali veloci di Trenitalia espletanti le relazioni lungo la Dorsale Sarda e tra Cagliari, Sassari e Porto Torres; lo scalo è inoltre stazione terminale di varie relazioni.
Sino agli anni novanta l'impianto fu anche capolinea dei collegamenti svolti dalle concessionarie dello scartamento ridotto da e verso le linee per Nuoro e Bosa (quest'ultima limitata a Tresnuraghes dal 1981 e chiusa al servizio di trasporto pubblico nel 1997). Nei primi anni duemila, prima della soppressione del raccordo con la stazione all'epoca delle FdS, lo scalo era raggiunto solo facoltativamente.

## Servizi

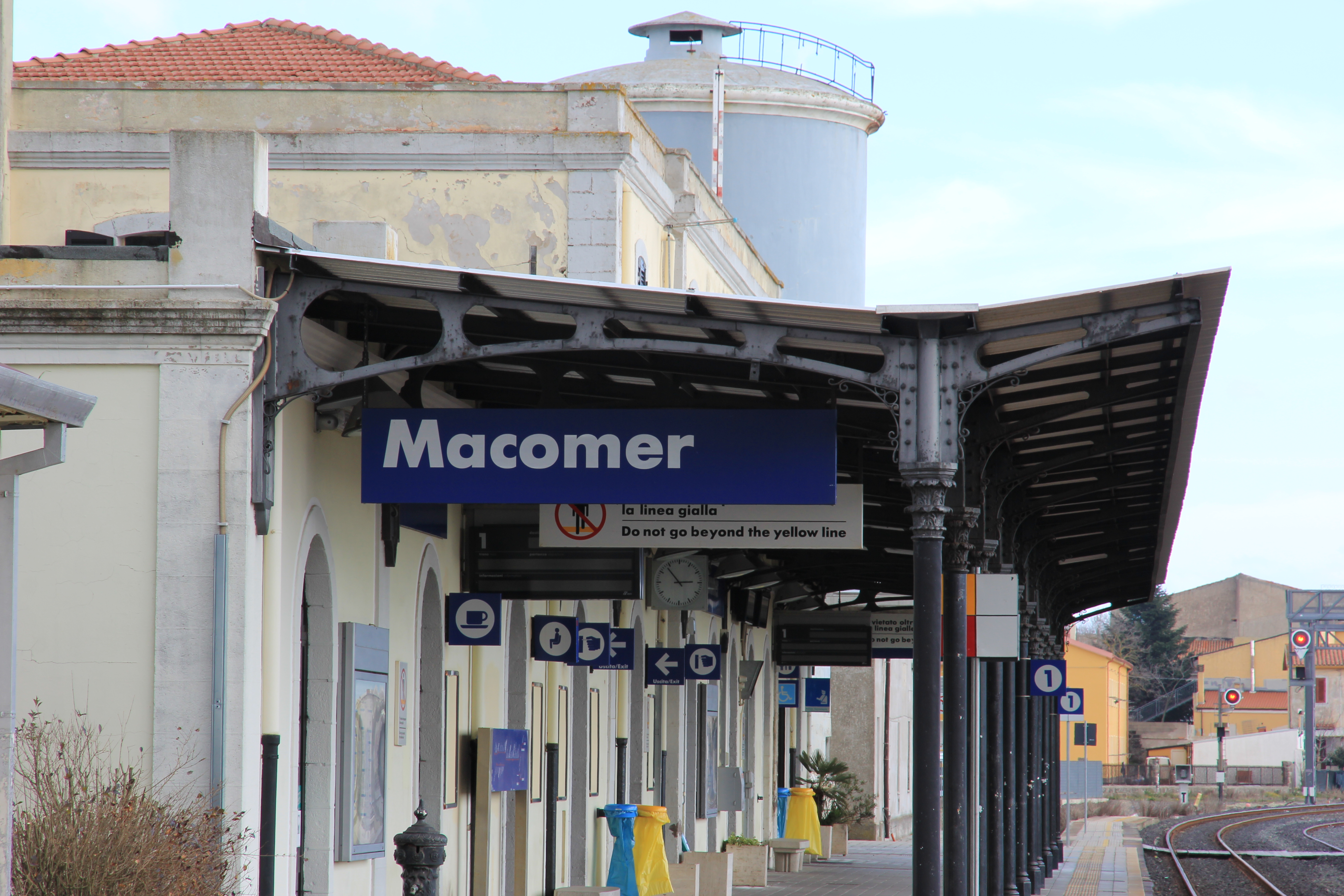
La maggior parte dei servizi dell'impianto sono ospitati all'interno del fabbricato viaggiatori.

L'impianto dal punto di vista commerciale è classificato in categoria bronze da parte di RFI. 
Il fabbricato viaggiatori ospita diversi servizi per i passeggeri tra cui una biglietteria (sia a sportello che automatica), una sala d'attesa, servizi igienici ed un bar.
L'accesso ai binari impiegati per il servizio viaggiatori è garantito da due banchine, una attigua al fabbricato viaggiatori e l'altra comune ai binari due e tre, collegate tra loro da un sottopassaggio pedonale e dotate di pensiline.
Per quanto riguarda l'accessibilità lo scalo è strutturato per accogliere i disabili di tipo motorio e visivo.
- Biglietteria a sportello
- Biglietteria automatica
- Sala d'attesa
- Servizi igienici
- Bar

## Interscambi

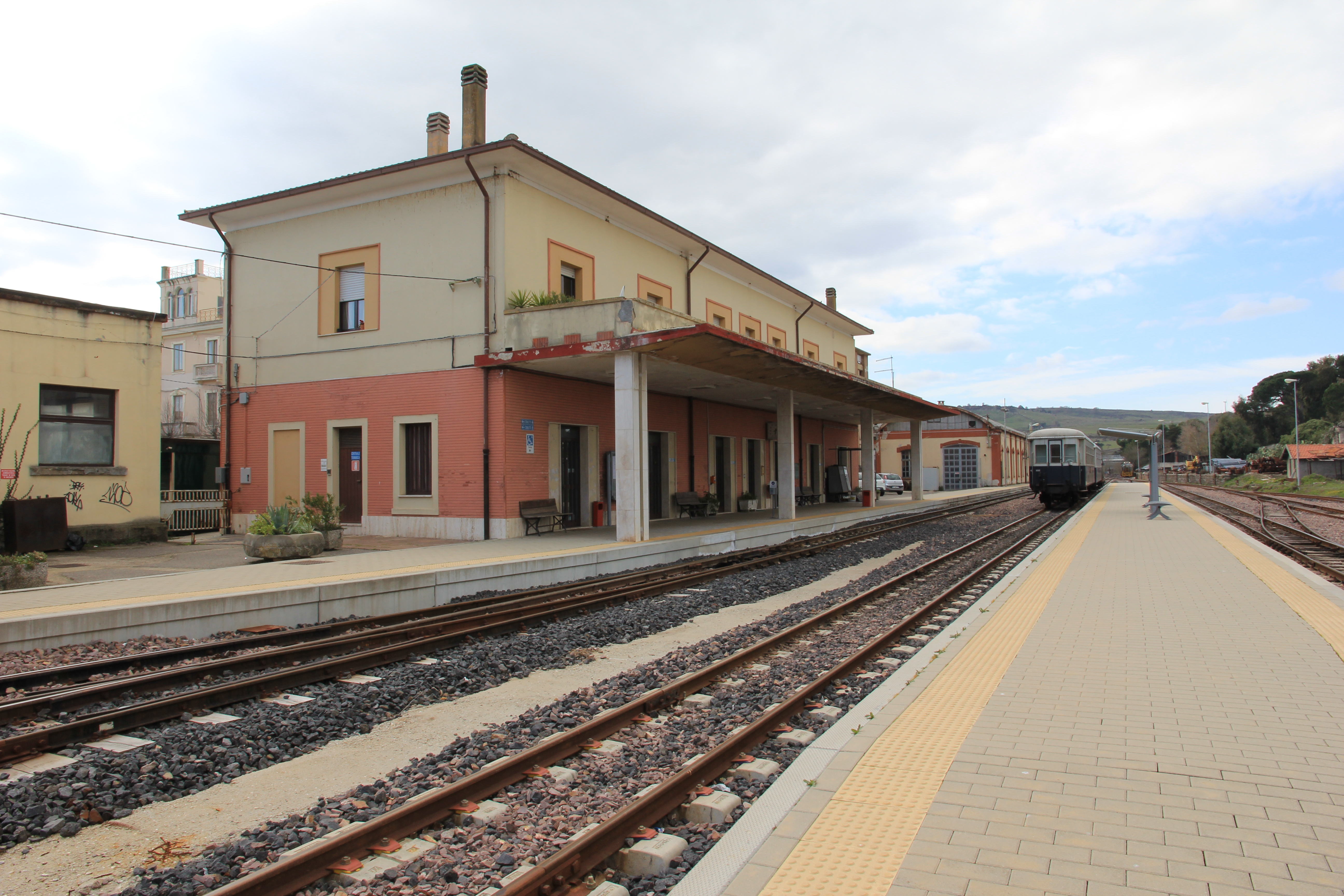
Interno della vicina stazione ferroviaria dell'ARST: alcuni dei treni da e per Nuoro sono posti in coincidenza con quelli in arrivo nello scalo RFI.

Dalla vicina stazione ferroviaria della rete a scartamento ridotto, dal 2010 gestita dall'ARST e sita nell'altro lato di piazza Due Stazioni, è possibile raggiungere Nuoro coi treni effettuati dalla società di trasporti della Regione. Nonostante i rotabili delle ex FdS non entrino più nello scalo FS, gli orari di alcuni treni dell'ARST sono posti in coincidenza con quelli dei convogli di Trenitalia, permettendo di mantenere una forma di intermodalità tra i due vettori ferroviari. Sempre l'ARST ha nelle vicinanze dello scalo il capolinea di varie autolinee, da cui è possibile raggiungere varie località del circondario, oltre a quelle del servizio urbano. Lo scalo è inoltre collegato all'aeroporto di Alghero-Fertilia dalle autolinee Deplanu.
- Stazione di Macomer (ARST)
- Fermata autobus